# 小行星4948
小行星4948（英語：4948 Hideonishimura）是一颗围绕太阳公转的小行星。1988年11月3日，W. Kakei、鬼沢稔、浦田武在清水町发现了此天体。
这颗小行星的绝对星等为124.73256等。